# Brandfort
Brandfort – miasto w Republice Południowej Afryki, w prowincji Wolne Państwo.
Początkiem historii miasta jest budowa kościoła na farmie Keerom przez voortrekkera, Jacobusa van Zijl, w 1866. Obecne miasto nazwano na cześć orańskiego prezydenta, Johannesa Branda. W czasie wojen burskich istniał tu brytyjski obóz dla kobiet. W Brandfort była też więziona żona Nelsona Mandeli, Winnie.